# Miami Open 1986
Il Miami Open 1986, ufficialmente Lipton International Players Championships 1986 per motivi di sponsorizzazione, è stato un torneo di tennis giocato su campi in cemento.
È stata la 2ª edizione del Miami Open, facente parte del Nabisco Grand Prix 1986 e Virginia Slims World Championship Series 1986. Sia il torneo maschile che quello femminile si sono giocati a Boca West in Florida, dal 10 al 23 febbraio 1986.

## Partecipanti uomini

### Teste di serie
| Nazionalità | Giocatore            | Ranking | Testa di serie |
| ----------- | -------------------- | ------- | -------------- |
| Stati Uniti | Ivan Lendl           | 1       | 1              |
| Svezia      | Mats Wilander        | 3       | 2              |
| Stati Uniti | Jimmy Connors        | 4       | 3              |
| Germania    | Boris Becker         | 5       | 4              |
| Svezia      | Stefan Edberg        | 6       | 5              |
| Francia     | Yannick Noah         | 7       | 6              |
| Svezia      | Anders Järryd        | 8       | 7              |
| Stati Uniti | Tim Mayotte          | 9       | 8              |
| Stati Uniti | Kevin Curren         | 10      | 9              |
| Svezia      | Joakim Nyström       | 11      | 10             |
| Stati Uniti | Johan Kriek          | 13      | 11             |
| Stati Uniti | Paul Annacone        | 14      | 12             |
| Stati Uniti | Brad Gilbert         | 15      | 13             |
| Rep. Ceca   | Tomáš Šmíd           | 17      | 14             |
| Ecuador     | Andres Gomez         | 18      | 15             |
| Stati Uniti | Scott Davis          | 20      | 16             |
| Stati Uniti | Jimmy Arias          | 21      | 17             |
| Svezia      | Henrik Sundström     | 22      | 18             |
| Francia     | Thierry Tulasne      | 23      | 19             |
| Stati Uniti | David Pate           | 24      | 20             |
| Svezia      | Jan Gunnarsson       | 25      | 21             |
| Stati Uniti | Matt Anger           | 26      | 22             |
| Svizzera    | Jakob Hlasek         | 27      | 23             |
| Stati Uniti | Aaron Krickstein     | 29      | 24             |
| Svezia      | Peter Lundgren       | 30      | 25             |
| Germania    | Andreas Maurer       | 31      | 26             |
| Svizzera    | Heinz Günthardt      | 32      | 27             |
| Jugoslavia  | Slobodan Živojinović | 33      | 28             |
| Belgio      | Libor Pimek          | 34      | 29             |
| Spagna      | Sergio Casal         | 35      | 30             |
| Stati Uniti | Mike Leach           | 36      | 31             |
| Stati Uniti | Gre Holmes           | 37      | 32             |

### Altri partecipanti
I seguenti giocatori hanno ricevuto una wildcard per il tabellone principale:
- Danie Visser
- Tim Gullikson
- Francesco Cancellotti
- Jay Berger
- Juan Avendaño

I seguenti giocatori sono passati dalle qualificazioni:
- Michael Robertson
- Christo Van Rensburg
- Bill Scanlon
- Jim Gurfein
- Tomm Warneke
- Dan Cassidy
- Craig Campbell
- Steve Denton
- Jon Sorbo
- Jay Lapidus
- Marko Ostoja
- Kevin Moir
- Tom Nijssen
- Shlomo Glickstein
- David Wheaton
- Ricky Brown
- Charles Bud Cox (lucky loser)
- Matt Doyle (lucky loser)
- Danie Visser (lucky loser)
- Stephane Bonneau (lucky loser)
- Tim Gullikson (lucky loser)
- Francesco Cancellotti (lucky loser)
- Randy Nixon (lucky loser)
- Mike Bauer (lucky loser)

## Campioni

### Singolare maschile
Ivan Lendl ha battuto in finale  Mats Wilander con il punteggio di 3–6, 6–1, 7–6, 6–4

### Singolare femminile
Chris Evert-Lloyd ha battuto in finale  Steffi Graf con il punteggio di 6–4, 6–2

### Doppio maschile
Brad Gilbert /  Vince Van Patten hanno battuto in finale  Stefan Edberg /  Anders Järryd Walkover

### Doppio femminile
Pam Shriver /  Helena Suková hanno battuto in finale  Chris Evert-Lloyd /  Wendy Turnbull con il punteggio di 6–2, 6–3